# Zeid ibn Ra'ad
Zeid Ra’ad Zeid Al-Hussein (Amã, Jordânia, 26 de janeiro de 1964) é o filho do atual pretendente a Chefe da Casa Real do Iraque e da Síria, Ra'ad ibn Zeid e da sueca Majda Ra'ad. Ele é o representante permanente da Jordânia na ONU, cargo que já detinha anteriormente por seis anos e meio (2000-2007). De 2007-2010 atuou como embaixador da Jordânia nos Estados Unidos e embaixador não-residente para o México. De 1 de setembro de 2014 a 31 de agosto de 2018, o príncipe Zeid Ra'ad Al Hussein foi o Alto Comissário das Nações Unidas para os Direitos Humanos, sendo o primeiro árabe e muçulmano a exercer a função. 